# Toyohara Shinji
Shinji Toyohara (sinh ngày 27 tháng 11 năm 1986) là một cầu thủ bóng đá người Nhật Bản.

## Sự nghiệp câu lạc bộ
Shinji Toyohara đã từng chơi cho Thespa Kusatsu.